# Frank Fenner
Frank John Fenner, AC, CMG, MBE, FRS, FAA (* 21. Dezember 1914 in Ballarat, Victoria; † 22. November 2010) war ein australischer Mikrobiologe und Virologe.

## Leben

### Frühe Jahre
Frank Fenner studierte an der University of Adelaide und erlangte dort 1938 den Bachelor of Medicine, Bachelor of Surgery (MBBS). 1940 erhielt er das Diploma of Tropical Medicine von der University of Sydney.
Zwischen 1940 und 1946 diente er als Offizier des Australian Army Medical Corps in Australien, Palästina, Ägypten, Neuguinea und Borneo. Für seine Arbeit bei der Malariabekämpfung in Neuguinea wurde er mit dem Orden Member of the British Empire (MBE) ausgezeichnet.

### Werdegang in Canberra
Ab 1949 war Fenner an der Australian National University in Canberra tätig. Von 1949 bis 1967 war er dort Professor für Mikrobiologie an der John Curtin School of Medical Research und begann 1949 die Arbeit am Myxoma-Virus, als mögliche biologische Lösung der Kaninchenplage in Australien. Vor der Freisetzung injizierten sich Fenner, Frank Macfarlane Burnet und Ian Ross Clunies die Viren selbst, um zu beweisen, dass sie für den Menschen ungefährlich sind.
Von 1967 bis 1973 war er Direktor der John Curtin School of Medical Research und von 1973 bis 1979 Direktor des Centre for Resource and Environmental Studies.

### Wirken bei der WHO
1969 wurde er Mitglied der informellen Arbeitsgruppe zu Affenpocken und verwandten Viren sowie verschiedener Ausschüsse über Orthopoxviren bei der WHO. Von 1978 bis 1979 war er Vorsitzender der Globalen Kommission für die Zertifizierung der Ausrottung der Pocken. Professor Fenner erklärte auf der Weltgesundheitsversammlung im Jahr 1980 die Welt für pockenfrei.

## Auszeichnungen (Auswahl)
- 1961: Leeuwenhoek-Medaille der Royal Society
- 1977: Mitglied der National Academy of Sciences
- 1988: Japan-Preis (mit Donald Henderson und Isao Arita)[7]
- 1995: Copley-Medaille der britischen Royal Society[8]
- 2000: Albert Einstein World Award of Science[9]
- 2002: Prime Minister’s Prize for Science[6]